# Geddes Crag
Der Geddes Crag ist eine Felsformation im Transantarktischen Gebirge. Er ragt 10 km nordwestlich des Rutland-Nunatak und unmittelbar südlich der All-Blacks-Nunatakker auf.
Das New Zealand Antarctic Place-Names Committee benannte ihn 2003 nach Dave Geddes, der von 1986 bis 1995 an den Arbeiten des neuseeländischen Department of Scientific and Industrial Research (DSIR) und im New Zealand Antarctic Research Programme beteiligt war.